# 上里駅
上里駅（サンリえき、朝鮮語: 상리역）は、朝鮮民主主義人民共和国咸鏡南道徳城郡にある駅で、徳城線に属する。 

## 隣の駅
徳城線
上一駅 - 上里駅